# Enxalé
Enxalé – wieś w Gwinei Bissau, w regionie Oio.